# 阇耶跋摩四世
阇耶跋摩四世（Jayavarman IV ？—941年），柬埔寨吴哥王朝国王（928 -941年在位）。许多早期的历史学家认为他是一个篡位者。然而，最近的证据显示，他是一个合法的王位继承者。他是因陀罗跋摩一世女儿Mahendradevi所生之子，娶了他的姑姑，耶输跋摩一世同父异母的妹妹。因为没有明确的继任规则，他通过母系要求王位似乎是有效的。 921年，他在貢開(Koh Ker)建都，与曷利沙跋摩一世争夺王位。一篇可追溯到921年的铭文记载：“阇耶跋摩四世离开Yashodharapura城，在Chok Gargyar统治并称天王（Devaraja）”。  竞争从921年持续到928年，在伊奢那跋摩二世死后，阇耶跋摩四世登上王位。

## 貢開
貢開（Koh Ker）是阇耶跋摩四世所建的都城，位于暹粒北边130公里处。这个古老的首府后被遗弃，一千多年后才由法国学者揭开面纱。貢開遗迹群被丛林淹没，可能有多至100个庙宇遗迹，大部分是砖造，近年才逐渐被开发。最主要的遗址是7层高的 Prasat Thom 神庙 ( 又称 the Prang，有说30公尺高，也有说是40公尺)，最高处景色辽阔，从他所用砖建的数量与规模，可估计当时的王朝是及强大与富有的。阇耶跋摩四世的铭文吹嘘他的建筑已超越之前的国王。
这么短的时间内建造一个雄伟的城市需要约20年，它必须花费巨大的财富和劳力。铭文显示劳动力是从许多省份被征发而来，税收是实物支付:例如,大米、蜡、蜂蜜、大象或布。与其他许多古代文明相比，吴哥没有发行任何硬币作为货币。税收收集系统是非常有效的，而国王、官员、僧侣和奴隶是免税的。

## 死后的名称
阇耶跋摩四世死于941年，死后被称为“Paramashivapada”。